# Maya Lin: A Strong Clear Vision
Maya Lin: A Strong Clear Vision é um filme-documentário estadunidense de 1994 dirigido e escrito por Freida Lee Mock, que conta a história da artista vietnamita Maya Lin. Venceu o Oscar de melhor documentário de longa-metragem na edição de 1995.